# Pałac w Brzegu Głogowskim
Pałac w Brzegu Głogowskim – pałac z XVI w. w Brzegu Głogowskim, w powiecie głogowskim, w województwie dolnośląskim, w gminie Żukowice, wpisany do rejestru zabytków nieruchomych województwa dolnośląskiego, w Pradolinie Głogowskiej, 16 km na zachód od Głogowa, na lewym brzegu Odry.

## Opis
Pałac usytuowany jest na wzgórzu, stromo opadającym od północy na obszar łąk nadodrzańskich. Po jego wschodniej stronie położony jest park, pochodzący prawdopodobnie z połowy XIX wieku, choć założenie parkowe istniało już w XVIII stuleciu. Pierwsza rezydencja rycerska powstała w średniowieczu. Najprawdopodobniej był to dwutraktowy renesansowy dwór z początku XVI wieku, który był podstawą obecnej budowli. Von Herbstcin przebudował go w latach 1671–1685, powiększając o część południową. Pałac początkowo posiadał szczyty i wieżę. Elewacja południowa, północna i wschodnia zachowały dekoracje płycinowe z drugiej połowy wieku XVII, a w zachodniej części pałacu umieszczony jest ozdobny kamienny portal z drugiej połowy XVIII stulecia. Pałac przebudowywano jeszcze dwukrotnie: w 1866 i na początku XX wieku. W tej dwukondygnacyjnej budowli ocalały na parterze (w części północnej i środkowej) pomieszczenia z oryginalnymi sklepieniami. Sień posiada strop zwierciadlany, zaś pomieszczenia części południowej pokryte są stropami. Z drugiej połowy XVIII wieku pochodzą dwie oficyny w portalach, w których wykuto datę 1667. Pałac wraz z parkiem, znajdującym się po wschodniej stronie budowli, pochodzącym z połowy XIX wieku (samo założenie parkowe jest kilkadziesiąt lat starsze) oraz z  dwoma oficynami stanowi zespół pałacowy.